# Korkinoïta
La korkinoïta és una espècie mineral no aprovada per la IMA. La classificació de Nickel-Strunz classifica el mineral com a sulfat. La korkinoïta és una substància d'origen antropogènic (escombreres de carbó que cremen). Les regles actuals de l'IMA no accepten substàncies d'aquestes característiques com a mineral. A més a més, és possible que tingui propietats molt similars a la thaumasita, com molts altres minerals quüestionables formats en escombreres de carbó. Es presenta formant agregats radials de cristalls prismàtics de 2 a 3 mm de llarg; aquests cristalls presenten estriació paral·lela a l'elongació. Va ser descrita per primer cop a Korkino, a la conca de carbó de Txelyabinsk; Urals (Rússia).